# Sig-Sauer P226
 (septembre 2009).
Si vous disposez d'ouvrages ou d'articles de référence ou si vous connaissez des sites web de qualité traitant du thème abordé ici, merci de compléter l'article en donnant les références utiles à sa vérifiabilité et en les liant à la section « Notes et références ».
Le Sig-Sauer P226 est un pistolet conçu en Suisse par Sig et produit en Allemagne par Sauer. 

## Description
Développé pour répondre au concours de l'armée américaine en vue du remplacement du Colt M1911, il s'agit d'une version à grande capacité du Sig-Sauer P220. Présentée en 1983, et chambrée en 9 mm Parabellum, il a perdu d'une courte tête face au Beretta 92. Certaines unités spéciales des États-Unis et de pays alliés l'ont néanmoins adopté, comme les Navy SEAL et la FOI 2 qui utilisent une version traitée anticorrosion et avec une lampe SureFire W114D comme arme de poing standard. Il a également connu un certain succès auprès de différentes organisations militaires et de police un peu partout dans le monde, mais sa version compacte P228 est plus utilisée.
En 1998, le SIG-Sauer P226 a été chambré en .357 SIG et .40 S&W.

## Spécifications
Tirant en double/simple action ou double action stricte (système DAK), le P226 possède une carcasse en alliage d'aluminium ou en acier inoxydable). Ses plaquettes de crosse sont en plastique ou en bois. Ses organes de visée sont de type mire métallique (fixe ou réglable).

### P226
- Calibre : 9 mm Parabellum, .357 SIG, .40 S&W
- Longueur : 19,6 cm
- Longueur du canon : 11,2 cm
- Poids non chargé : 0,750 kg (9 mm), 0,870 kg (.357, .40), 1 180 g (version en acier inoxydable)
- Capacité : 10 coups (ventes commerciales aux États-Unis entre 1994 et 2005), 15 coups (9 mm), 12 coups (.357, .40)

### Copies chinoises
Depuis 1997, le P226 est copié sans licence et pour l'exportation par Norinco (Chine populaire) sous le nom de NC-226 puis NP-22. Le NP 22 est long de 19,6 cm pour 890 g à vide. Comme l'original suisse, son chargeur contient 15 cartouches de 9 mm Parabellum. Sous le nom de NP-58 est vendue la version en .40 S&W du NP-22 au Canada.

## Variantes et variations
En modifiant légèrement les caractéristiques de l'arme originale, SIG-Sauer propose à ses clients les :
- P226 Rail
- P226 Tactical
- P226 Navy
- P226 MK25 (version SEAL)
- P226 Blackwater
- P226 SCT
- P226 Equinox
- P226 ST
- P226R HSP
- P226 X-Five (canon de 13 cm/Tir sportif)
- P226 X-Six (canon de 15 cm/Tir sportif)
- P226 X-Five Tactical (canon de 5 pouces)
- P226 X-Five Skeleton [2]
- P226 Elite
- P226 Combat
- P226 Enhanced Elite
- p226 e2

Le P226 a inspiré les modèles :
- Afrique du Sud : TZ 99 (fabrication sous licence du CZ-99)
- Croatie : Pistolet HS-95 (dérivée du CZ-99)
- Israël : Kareen Golan (fabrication sous licence du CZ-99)
- Serbie : Zastava CZ-99 & ses variantes

## Diffusion militaire et policière du P226
Moins vendu que le Glock 17 ou le Beretta 92F, le pistolet suisse est pourtant d'usage courant en :
- Algérie
- Allemagne
- Bangladesh : Rapid Action Battalion, Marine bangladaise (Special Warfare Diving and Salvage), Special Security Force
- Biélorussie : KGB Alpha Group
- Botswana
- Brésil : Police
- Brunei
- Burkina Faso
- Burundi
- Cameroun
- Canada : En service dans les Forces canadiennes (Forces spéciales), la Gendarmerie royale du Canada, la Royal Newfoundland Constabulary, Fredericton Police, Services de sécurité de la Chambre des communes du Canada, Police provinciale de l'Ontario et First Nations Police Services (Ontario), Lethbridge Regional Police Service, Vancouver Police Department
- Costa Rica : Force publique du Costa Rica
- Côte d'Ivoire :  Police nationale
- Égypte : Armée égyptienne
- Émirats arabes unis : Armée de terre des Émirats arabes unis
- États-Unis : Plusieurs dizaines de services de polices l'ont souvent acquis en .40 dont le département de la Sécurité intérieure des États-Unis, le FBI notamment au sein de l'Hostage Rescue Team (P226 en 9 mm remplacé depuis par le Glock 22), le NCIS, le NYPD (P226 DAO 9 mm en compagnie de S&W 5946 et de Glock 19 selon le choix du policier new-yorkais), la Connecticut State Police (en .40) et les Texas Rangers (en .357), le San Francisco Police Department, la Connecticut State Police, l'Arizona Department of Public Safety, le département de la police métropolitaine du district de Columbia, le Houston Police Department. Parmi les militaires en plus des SEALs se trouve la Defense Intelligence Agency en 9 mm.
- Espagne
- Finlande : Armée de terre finlandaise
- France : Escouade de contre-terrorisme et de libération d'otages (ECTLO)/GIGN (avec chargeur 20 coups).
- Royaume-Uni : British Army sous le nom de L105A2[3], Special Air Service,
- Guatemala
- Haïti : Police nationale d'Haïti
- Indonésie
- Iran
- Irak : Forces armées irakiennes
- Irlande : Emergency Response Unit
- Jordanie : Armée royale jordanienne
- Malaisie : Police royale malaisienne
- Mexique : Armée mexicaine/Marine mexicaine
- Norvège : Beredskapstroppen (unité d'élite de la police norvégienne)
- Nouvelle-Zélande
- Pays-Bas
- Philippines
- Pologne : GROM, Unité maritime d'actions spéciales Formose
- Portugal : Garde nationale républicaine, Polícia de Segurança Pública
- Qatar : Forces armées qatariennes
- Singapour
- Slovénie
- Suède
- Thaïlande
- Turquie : (Forces Spéciales)
- Vatican : Garde suisse pontificale

## Culture populaire
Éclipsé par les P228 (réglementaire dans l'US Army), le P226 apparaît néanmoins dans plusieurs œuvres de fiction.

### Films
Le P226 apparaît dans une vingtaine de films américains, dont :
- Volte-face
- Négociateur
- Point Break
- Les Infiltrés
- Bad Boys
- Bad Boys 2
- 007 Spectre

### Séries télévisées
Il apparaît également dans les mains d'acteurs populaires dans diverses séries télévisées, parmi lesquelles :
- Le Rebelle
- Les Experts : Miami
- Millenium
- Esprits criminels
- NCIS : Enquêtes spéciales
- The Beast
- Hawaii 5-0
- X-Files : Aux frontières du réel

### Jeux vidéo
Ce pistolet peut être utilisé par les joueurs dans les jeux vidéo suivants :
- Left 4 Dead 2
- Alliance Of Valiant Arms
- Payday 2 (sous l'appellation « Signature .40 »)
- Resident Evil 5
- ZombiU
- Call of Duty: Ghosts
- Battlefield 4
- Battlefield Hardline
- Tom Clancy's Rainbow Six: Siege
- Far Cry 5
- Warface sous le nom de Sig-Sauer P226 (équipé d'un silencieux long et d'un chargeur rallongé de 20 munitions)
- Escape from Tarkov

## Sources
Cette notice est issue de la lecture des monographies et des revues spécialisées de langue française suivantes :
- Cibles
- Action Guns
- R. Caranta, Sig-Sauer. Une Épopée technologique européenne, Crépin-Leblond, 2003